# 吉利厄德 (緬因州)
吉利厄德（英語：Gilead）是一個位於美國緬因州牛津縣的鎮。

## 人口
根據2020年美國人口普查的數據，吉利厄德的面積為50.95平方千米，當中陸地面積為48.90平方千米，而水域面積為2.05平方千米。當地共有人口195人，而人口密度為每平方千米4人。